# Cleptoparasitismo
O cleptoparasitismo é uma forma de interação entre espécies em que um indivíduo se apropria do alimento ou recursos coletados por outro, sem oferecer nada em troca. Essa estratégia oportunista evoluiu ao longo do tempo como resultado das complexas relações entre as espécies em uma comunidade ecológica. É um fenômeno amplamente estudado na ecologia comportamental, fornecendo insights valiosos sobre as estratégias adaptativas e as dinâmicas das comunidades ecológicas.
O cleptoparasitismo ocorre em diversos grupos de animais, como aves, insetos e mamíferos, e é considerado uma forma de parasitismo social. O cleptoparasita se beneficia do esforço de outros animais na obtenção de alimentos, sem gastar energia na busca e captura desses recursos por si mesmo. Eles podem roubar presas de caçadores bem sucedidos, invadir ninhos para se apropriar de ovos ou filhotes alheios, ou até mesmo se alimentar diretamente de animais capturados por outros.
Essa estratégia fornece ao cleptoparasita uma fonte adicional de alimento ou recursos, mantendo seu próprio esforço na obtenção desses itens. No entanto, uma variedade de estratégias de captura e tipos de dieta, assim como outros fatores que influenciam as decisões de forrageamento em espécies animais, tornam esse aspecto da ecologia muito complexo.
Diversas variáveis podem influenciar as decisões de forrageamento e seleção de presas pelos predadores, e essas decisões podem ter mudanças importantes em sua condição corporal, habilidade competitiva e sucesso reprodutivo. Portanto, compreender como o cleptoparasitismo funciona é essencial para desvendar os padrões e processos subjacentes nas comunidades ecológicas.

## Intercleptoparasitismo e intracleptoparasitismo
O cleptoparasitismo é uma forma de competição, e pode ser do tipo intraespecífico ou interespecífico. O cleptoparasitismo interespecífico é o mais estudado, e consiste no roubo de alimentos de uma espécie por um indivíduo de espécie diferente.

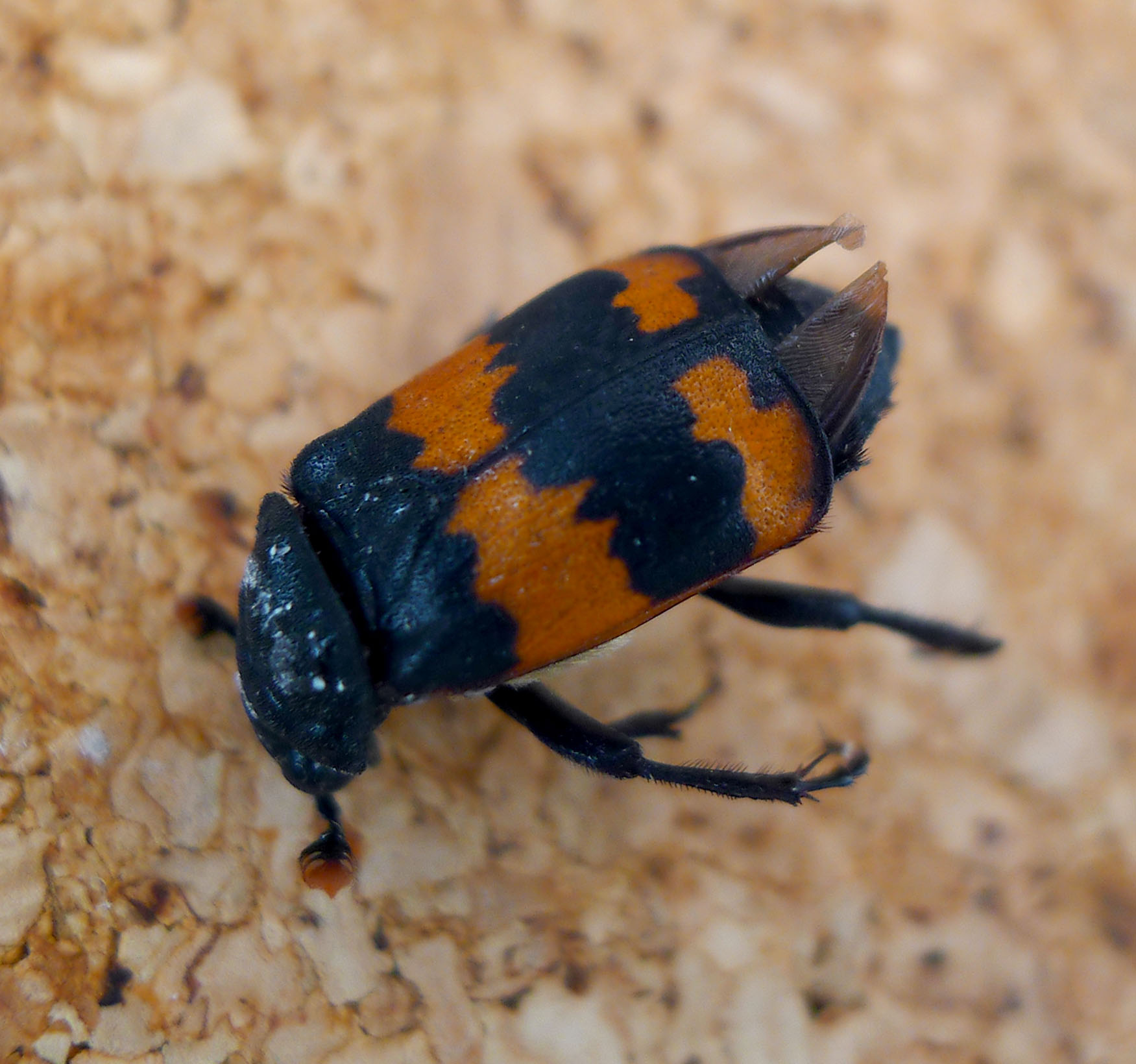
Nicrophorus sp.

Há também o cleptoparasitismo intraespecífico, que consiste em indivíduos da mesma espécie roubando alimentos entre si. É importante ressaltar que não é um caso de cleptoparasitismo intraespecífico quando o roubo ocorre entre parentes (irmãos e filhos). Um exemplo é o Escaravelho (Nicrophorus sp.), pois quando outra fêmea oviposita perto de uma fonte alimentar que já é controlada por uma coespecífica, as larvas dessas duas fêmeas vão competir pelo mesmo alimento. 

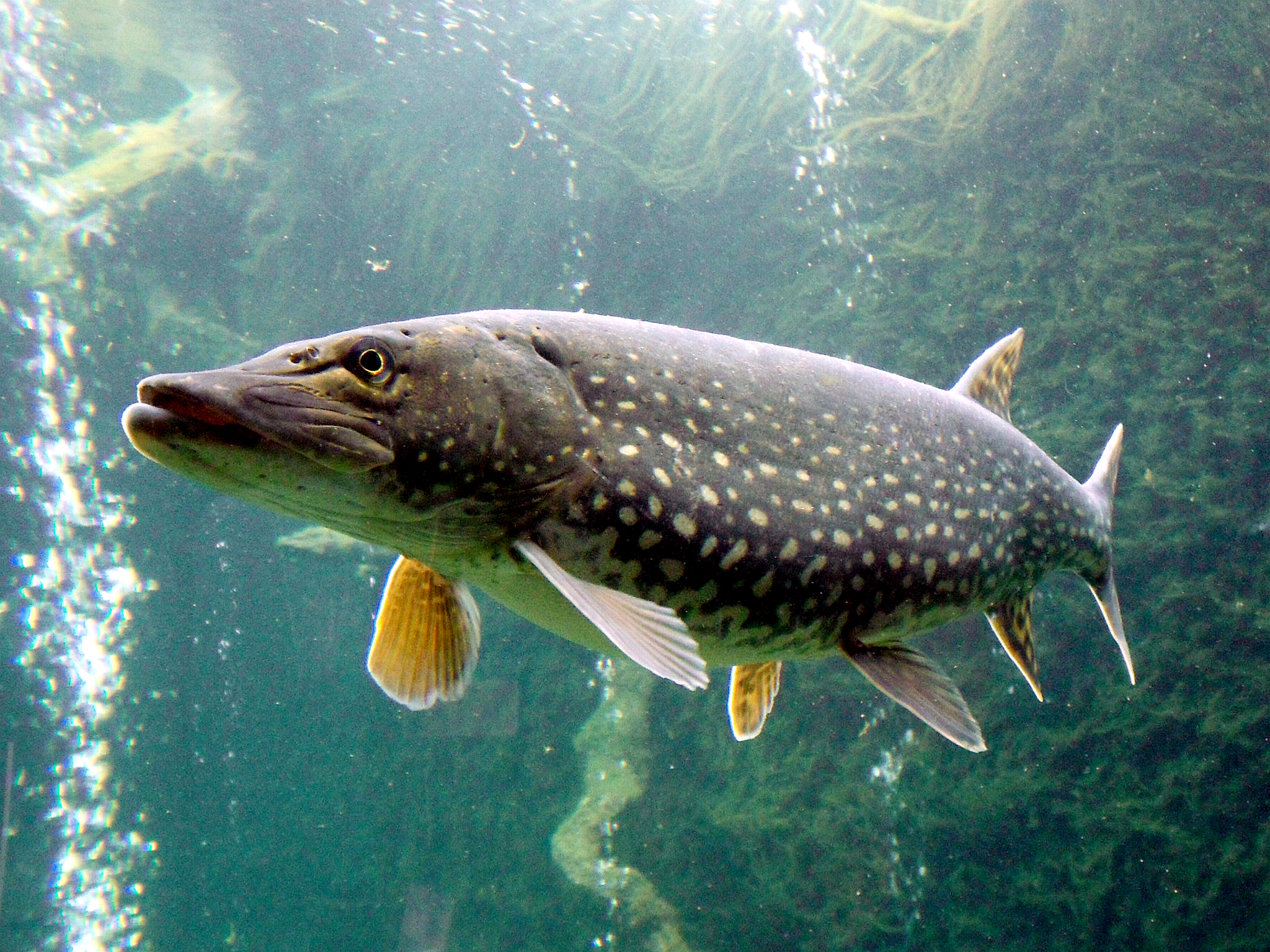
Exos lucius

Assim como no cleptoparasitismo interespecífico, o intraespecífico pode resultar em uma pressão seletiva forte o bastante para que as espécies mude seu hábito alimentar. Um exemplo é o peixe da espécie Esox lucius, que captura presas menores que seu gasto energético lhe permite, evitando assim que seja roubado por outros indivíduos de sua mesma espécie.

## Exemplos de Cleptoparasitismo

### Abelhas e vespas

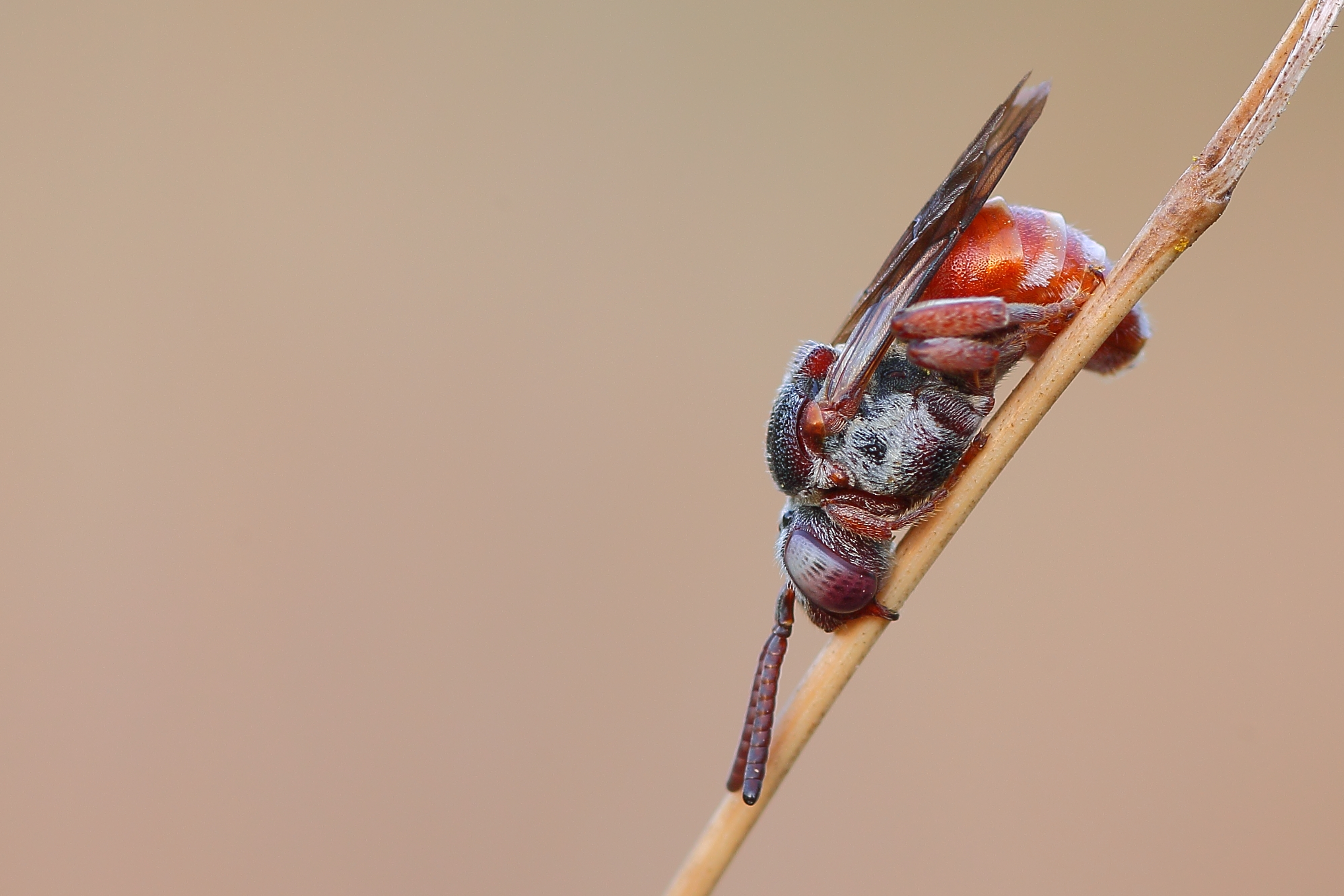
Epeoloides coecutiens

As abelhas podem ser alvos de cleptoparasitismo, como é o caso de algumas moscas que cleptoparasitam abelhas sem ferrão ou por vespas da superfamília Chalcidoidea, Mutillidae e do gênero Leucospis que parasitam abelhas coletoras de óleo com hábitos solitários. Como podem ser atores ativos como é o caso de gêneros como: Coelioxys, Coelioxoides, Mesoplia, Mesocheira, Paraepeolus, Isepeolini, Osirini. Normalmente sendo agrupadas como Cuckoo bee mesmo sendo de linhagens distintas, devido ao seu hábito característico de cleptoparasitismo com outras abelhas.  
O método de parasitismo normalmente se dá por dois meios: a abelha parasita ingere os ovos da hospedeira, oviposita os seus próprios ovos na câmara e a fecha novamente causando uma taxa de 50% nos imaturos restantes no ninho armadilhado , ou a espécie parasita pode invadir a cápsula da hospedeira enquanto a fêmea está ausente e cria um buraco na câmara de oviposição da hospedeira e lá ovipõem seus próprios ovos no qual a larva da parasita usa sua mandíbula afiada para matar as larvas da hospedeira ou comer os ovos depositados ali, e depois é nutrida pela espécie parasitada, similarmente a estratégia adotada pelo pássaro Cuco.

### Moscas

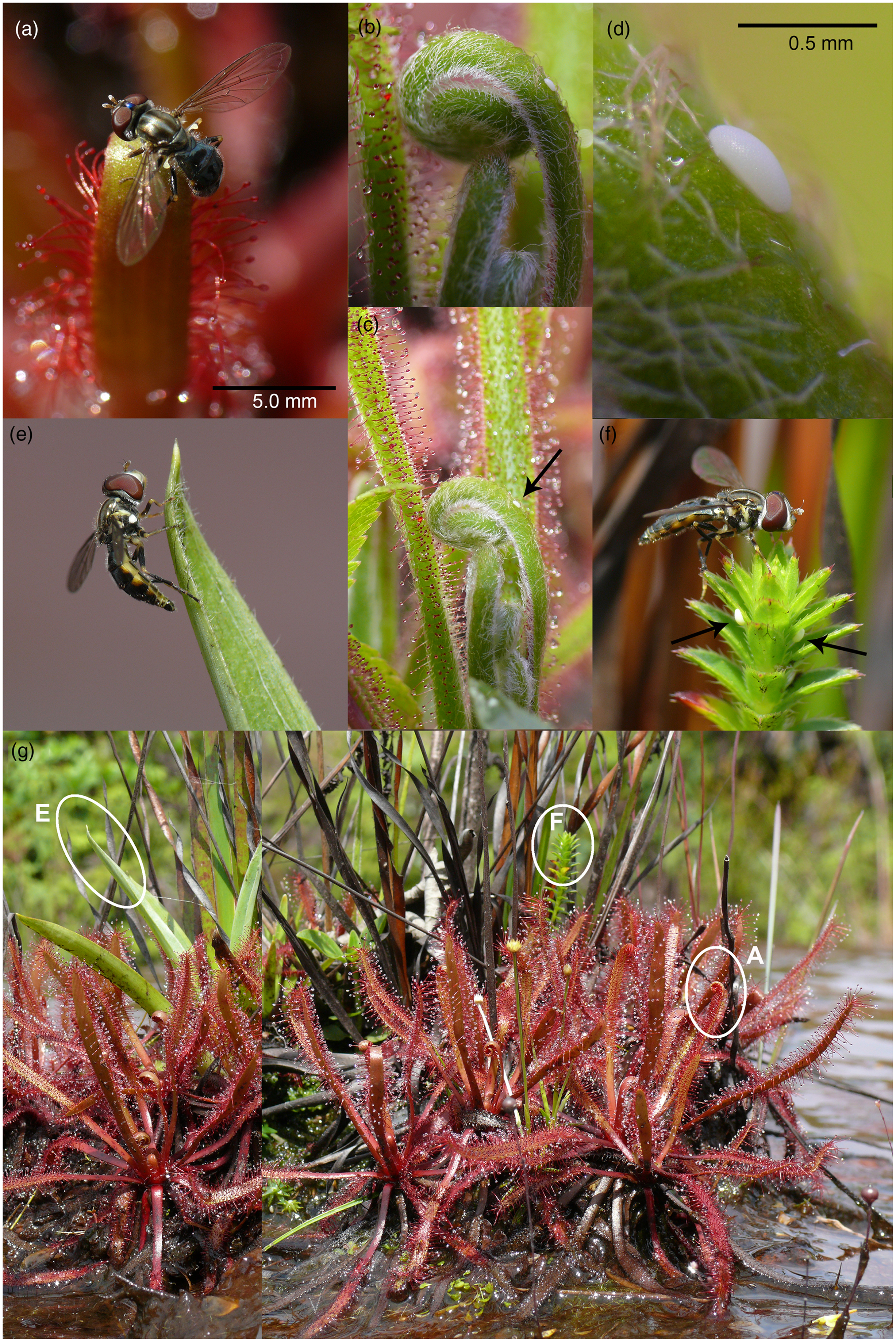
Oviposição de Toxomerus basalis. Fotos de A.Fleischmann

Um exemplo de estratégia de cleptoparasitismo pode ser observado nas moscas da espécie Toxomerus basalis, também conhecidas como mosca-das-flores,  que depositam seus ovos nas superfície das folha das  Drosera's, uma planta carnívora que possui pequenos tentáculos pegajosos que capturam insetos,  dessa forma as larvas irão se alimentar dos insetos recem capturados por essa planta.

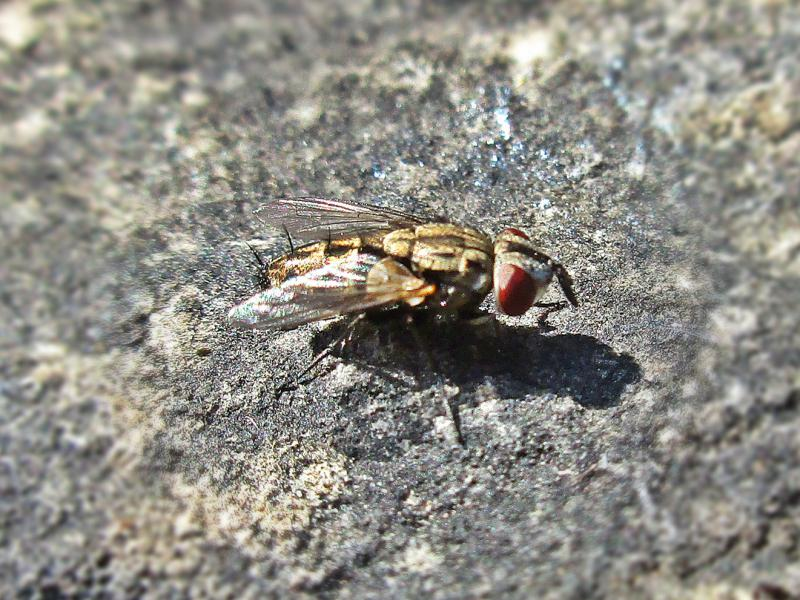
Mosca da espécie Metopia spec. (Diptera sp.)

Outro exemplo de cleptoparasitismo pode ser observado nas moscas fêmeas do gênero Metopia que procuram entradas nos ninhos das vespas e abelhas. Estas moscas larvipositam, ou seja, põem larvas. Estas larvas são postas na entrada do ninho e depois vão para o interior deste para se alimentarem das presas que eram destinadas às larvas das vespas e abelhas.

### Aranhas

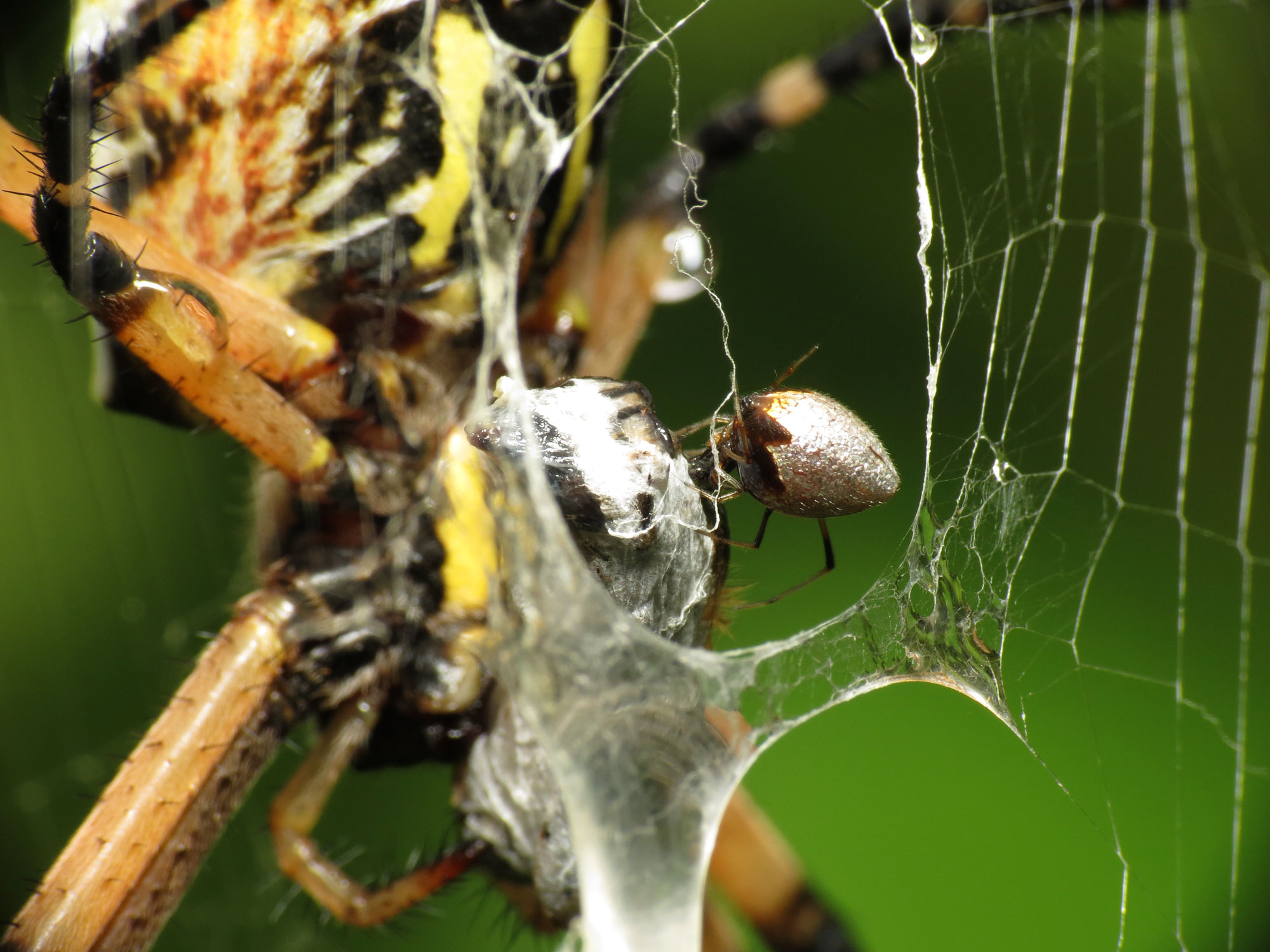
Agryrodes elevatus se alimentando na presa da Argiope aurantia. Ilha Heritage, Rio Anacostia, Estados Unidos. 25 de Agosto de 2012. Foto por Katja Achulz

As aranhas, de maneira geral, constroem teias para capturar presas e descansar sobre elas. Essas teias também desempenham um papel importante na transmissão de estímulos vibracionais, usados para reconhecer parceiros sexuais, além de atuarem como barreiras físicas contra predadores. No entanto, apesar de suas múltiplas funções, as teias também podem ser exploradas por espécies invasoras e cleptoparasitas, oferecendo acesso a predadores araneofágicos.  . Algumas aranhas são especializadas em invadir as teias de outras espécies para roubar suas presas previamente capturadas. Essas espécies cleptoparasitas são adaptadas para consumir as mesmas presas que suas hospedeiras e, em certos casos, além das presas estocadas na teia, também consomem as ootecas da aranha hospedeira e até a própria teia que estão invadindo. Além das espécies cleptoparasitas, também existem aranhas araneofágicas que invadem teias de outras aranhas para se alimentarem delas. Esse comportamento é observado em diversas espécies das famílias Mimetidae.

### Pássaro

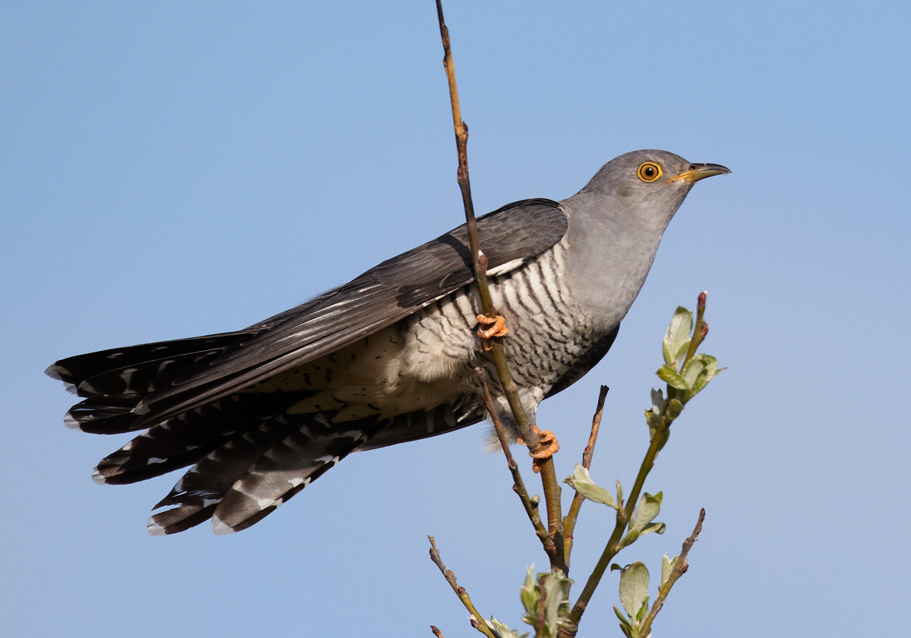
Cuculus canorus

Um exemplo de cleptoparasitismo em pássaros, é o Cuculus canorus, popularmente conhecido como "Cuco". A ave  em questão, apresenta um comportamento onde as fêmeas colocam seus ovos em ninhos de outras espécies de aves, fazendo-as assim, assumir o cuidado dos ovos. A fêmea do cuco pode colocar ovos que mimetizam aqueles que já estavam presentes no ninho da hospedeira, dificultando sua identificação.